# Helena Gleesborg Hansen
Helena Gleesborg Hansen (født 17. april 1986) er en dansk feminist og forkvinde for Dansk Kvindesamfund, som er stifter af Stop Sexisme - tidligere The Everyday Sexism Project Danmark

## Uddannelse
Helena Gleesborg Hansen er uddannet Cand.ling.merc. i engelsk og europæiske studier.

## Foreningsarbejde
Helena Gleesborg Hansen har siden 2013 været styrelsesmedlem i Dansk Kvindesamfund, forkvinde siden 2020, hvor hendes fokusområder er samtykkeloven, MeToo, vold mod kvinder, sexisme, seksuel chikane og gruppen Stop Sexisme, samt Instagram og Twitter. 
I anledningen af 100-året for kvinders stemmeret i Danmark, var hun fanebærer for Dansk Kvindesamfund ved Grundlovsoptoget i 2015.
Helena Gleesborg Hansen har været trendsætter på den danske udgave af #meetoo, #jegharoplevet, hvor danske kvinder fortæller om sexisme og overgreb.
Helena Gleesborg Hansen er formand i BEST.WOMAN, hvor hun er frivillighedskoordinator og fund-raiser. BEST.WOMAN er baseret på frivilliges kræfter og har til formål at skabe fokus på og ændre den lave repræsentation af kvinder i danske bestyrelser. 

## Priser og nomineringer
I 2014 modtog Helena Gleesborg Hansen Suzanne Gieses Mindelegat for The Everyday Sexism Project Danmark og hun har derudover også været nomineret til Danners Ærespis for samme projekt.